# Paralelo 13 N
O paralelo 13 N é um paralelo que está 13 graus a norte do plano equatorial da Terra.
Começando no Meridiano de Greenwich na direcção leste, o paralelo 13º Norte passa sucessivamente por:
| País, território ou mar  | Notas                                                                            |
| ------------------------ | -------------------------------------------------------------------------------- |
| Burquina Fasso           |                                                                                  |
| Níger                    | Passa a sul de Dosso                                                             |
| Nigéria                  | Passa a sul de Socoto                                                            |
| Níger                    | Cerca de 14 km                                                                   |
| Nigéria                  | Passa em Catsina                                                                 |
| Níger                    |                                                                                  |
| Nigéria                  | Passa a norte de Nguru, Gashua e Geidam                                          |
| Lago Chade               | Passa em águas territoriais dos Camarões                                         |
| Chade                    |                                                                                  |
| Sudão                    | Passa a sul de Al-Ubayyid, e a sul de Kosti                                      |
| Etiópia                  |                                                                                  |
| Eritreia                 | Passa em Assab                                                                   |
| Oceano Índico            | Mar Vermelho - passa a norte do Bab-el-Mandeb                                    |
| Iêmen                    | Passa a norte de Adem                                                            |
| Oceano Índico            | Golfo de Adem · Mar Arábico, passa a norte de Socotorá, Iêmen                    |
| Índia                    | Passa a norte de Mangalore, em Haçã e Bangalore, a norte de Vellore, e em Chenai |
| Oceano Índico            | Baía de Bengala                                                                  |
| Índia                    | Ilha Andamão do Norte                                                            |
| Oceano Índico            | Mar de Andamão                                                                   |
| Myanmar (Birmânia)       | Ilha Mali Kyun                                                                   |
| Oceano Índico            | Mar de Andamão                                                                   |
| Myanmar (Birmânia)       |                                                                                  |
| Tailândia                | Passa a sul de Phetchaburi                                                       |
| Baía de Banguecoque      |                                                                                  |
| Tailândia                |                                                                                  |
| Camboja                  |                                                                                  |
| Vietname                 |                                                                                  |
| Mar da China Meridional  |                                                                                  |
| Filipinas                | Ilha de Mindoro                                                                  |
| Estreito de Tablas       | Passa a norte da Ilha Maestro de Campo, Filipinas                                |
| Mar de Sibuyan           | Passa a norte da Ilha Banton, Filipinas                                          |
| Filipinas                | Ilha Burias                                                                      |
| Estreito de Burias       |                                                                                  |
| Filipinas                | Ilha Luzon, a sul de Legazpi City                                                |
| Oceano Pacífico          | Passa a sul de Guão                                                              |
| Nicarágua                | Passa no vulcão Cosigüina                                                        |
| Oceano Pacífico          | Golfo de Fonseca                                                                 |
| Honduras                 | Extremo sul do país                                                              |
| Nicarágua                | Passa a norte de Matagalpa                                                       |
| Mar das Caraíbas         |                                                                                  |
| São Vicente e Granadinas | Ilha Bequia                                                                      |
| Oceano Atlântico         | Passa a sul de Barbados                                                          |
| Senegal                  | Passa a norte de Bignona e Kolda                                                 |
| Mali                     | Passa a sul de Kita                                                              |
| Burquina Fasso           | Passa a sul de Tougan, e a norte de Yako                                         |